# Dunblane Cathedral

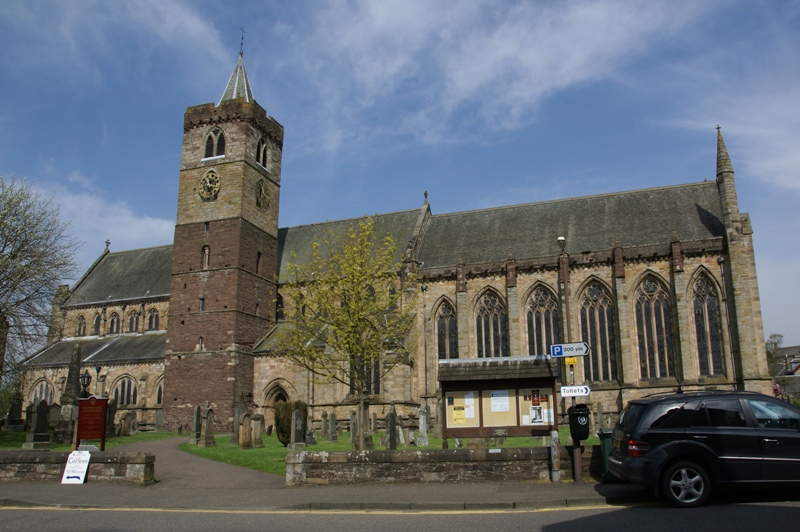
Dunblane Cathedral, gezien vanuit het zuiden.

Dunblane Cathedral is een kathedraal uit de dertiende eeuw en sinds de reformatie in 1560 een presbyteriaanse parochiekerk van de Church of Scotland, gelegen in Dunblane, ten noorden van Stirling, in de Schotse regio Perth and Kinross.

## Geschiedenis

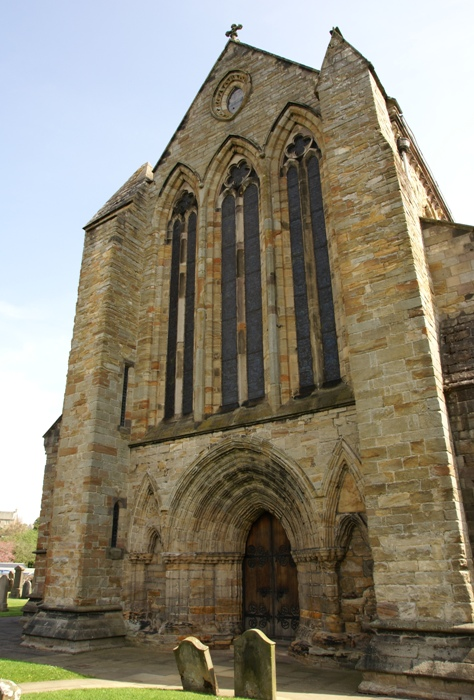
Dunblane Cathedral, gezien vanuit het westen. Deze ingang is architectonisch vergelijkbaar met die van de kerk van Inchmahome Priory.

Traditioneel werd rond 600 het christendom naar de Picten in deze regio gebracht door Sint-Blane, tweehonderd jaar nadat Sint-Ninian zich in Whithorn had gevestigd en een paar jaar nadat Sint-Columba op Iona was overleden. Hoewel Sint-Blane een bisschop was, is Dunblane niet continu een bisdom geweest. Met de hulp van de graven van Strathearn bevestigde David I het bisdom van Dunblane. In de twaalfde eeuw werd een stenen kerk gebouwd, waarvan in de 21e eeuw slechts enige fundamenten zijn overgebleven. Los van deze kerk stond een toren, die zowel diende ter verdediging als als klokkentoren. Van deze twaalfde-eeuwse toren zijn de onderste vier verdiepingen overgebleven; rond 1500 zijn daar enige verdiepingen aan toegevoegd.
In 1233 werd de dominicaanse broeder Clement bisschop. Hij had tot taak het eigendom en aanzien van de Heilige Stoel te herstellen. Hij ruimde het ondertussen geruïneerde kerkgebouw op en bouwde een nieuwe kathedraal, beginnend met het koor en de kapittelzaal. Clement stierf in 1258 en zijn vermoedelijke gisant ligt in het koor.
In de vijftiende eeuw werd het dak van het koor door bisschop Michael Ochiltree (1429-1447) verhoogd en werden hoge ramen toegevoegd. Rond 1500 verhoogde bisschop James Chisholm (1487-1545) de toren. Ook werd het interieur van de kerk verrijkt. Er waren naast het hoofdaltaar nog eens tien altaren. Verder waren er vele beelden, schilderijen en gebrandschilderde ramen, die in de 21e eeuw niet meer aanwezig zijn. Veel ervan werd aan het begin van de reformatie in 1560 verwijderd. De protestanten gebruikten enkel het koor als parochiekerk. De rest van de kerk werd verwaarloosd, zelfs vóór 1689 toen er nog protestantse bisschoppen waren. Rond 1600 was het dak van het schip reeds ingestort.
In 1872 werd enig restauratiewerk uitgevoerd aan het koor. In 1889 werd er een begin gemaakt met de restauratie van de gehele kerk. Het schip werd in 1893 opnieuw van een dak voorzien en de gehele kerk werd weer in gebruik genomen. De restauratie werd uitgevoerd door architect Rowand Anderson. Hij reconstrueerde de ramen en ontwierp het houten scherm tussen het koor en het schip. In 1901 werd in het oostraam gebrandschilderd glas geplaatst. In 1906 en 1915 volgden respectievelijk het westraam en de zuidelijke koorramen. Vóór 1914 werd het versierde houtwerk in het koor en in de kapellen toegevoegd, ontworpen door de architect Sir Robert Lorimer.
Sinds het ontstaan van het presbyterianisme en het afschaffen van de bisschoppen in 1689 is de kathedraal eigendom van de kroon en wordt sinds de twintigste eeuw beheerd door Historic Scotland. De kathedraal is aan het begin van de 21e eeuw in gebruik als parochiekerk van de Church of Scotland. Uit historische overwegingen hanteert de Church of Scotland nog steeds de term kathedraal, hoewel het presbyteranisme geen bisschoppen en dus geen kathedralen kent.

## Bouw

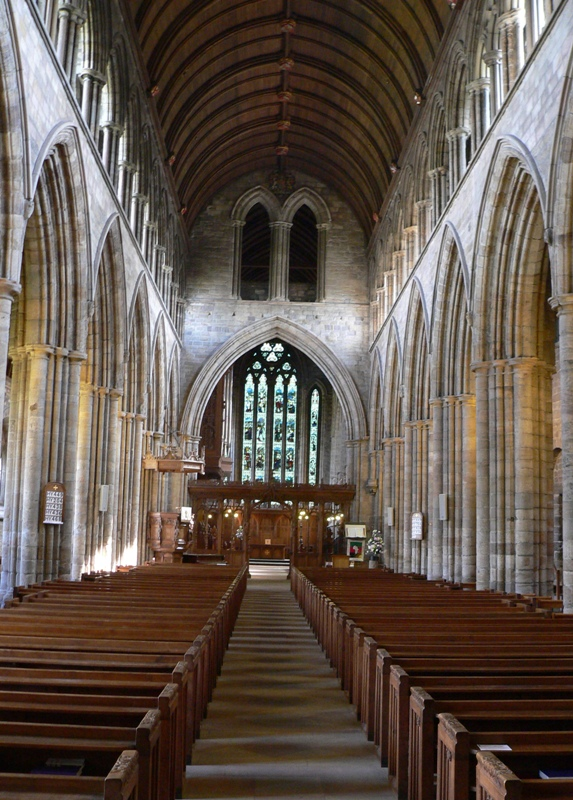
Het schip.

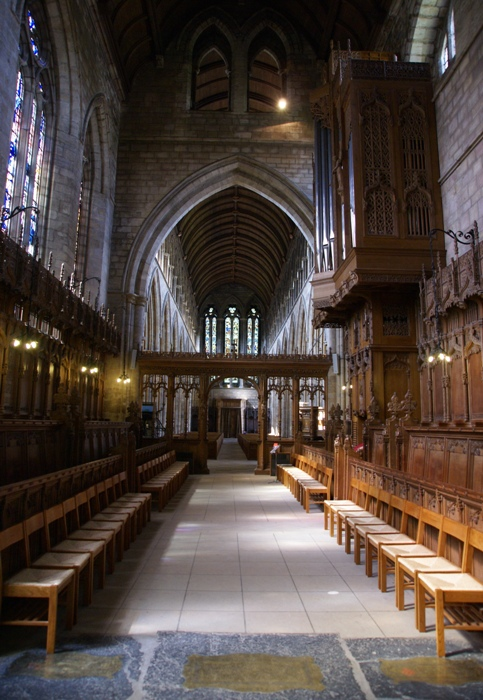
Het koor, kijkend richting het schip. Vooraan liggende de bronzen gedenkplaten van Margaret Drummond en haar zussen.

### Kathedraal
De dertiende-eeuwse kathedraal is oost-west georiënteerd met aan de oostzijde het koor met het hoofdaltaar. Het schip is 39,3 bij 17,4 meter lang. Het koor meet 24,7 bij 8,5 meter. Een grote boog verbindt het schip met het koor. De kathedraal is niet kruisvormig, aangezien de rijkdom van het bisdom niet groot genoeg was om transepten te bouwen. De twaalfde-eeuwse toren bevindt zich sinds de vijftiende eeuw halverwege de zuidzijde van het schip. Het onderste deel van de toren stamt uit de dertiende eeuw en is in romaanse stijl. De hogere verdiepingen stammen uit de vijftiende eeuw. De toren huist een carillon van negen klokken, die elk hun eigen toonhoogte hebben. In Schotland zijn er slechts dertien van zulke torens bekend.
De romaanse bogen van de grote westelijke toegang lijken architectonisch veel op die van Inchmahome Priory.
Naast de grote toegang aan het westelijke uiteinde van het schip staan vijftiende-eeuwse koorbanken, die stammen uit de tijd van bisschop James Chisholm die in 1487 tot bisschop werd verheven. In de zuidwestelijke hoek van het schip bevindt zich de negentiende-eeuwse doopvont, ontworpen door Rowand Anderson. In deze hoek bevindt de Clement Chapel, die in 1964 werd ingewijd.
Het houtwerk in de kathedraal stamt grotendeels uit de late negentiende en vroege twintigste eeuw. De houten kansel stamt uit het eind van de negentiende eeuw en is ontworpen door Sir Rowand Anderson. Rond de kansel staan zeven figuren: Sint Blane, David I, bisschop Clement, Gilbert, de derde graaf van Strathearn, John Knox, bisschop Robert Leighton (1662-1671) en Principal Carstares (1649-1715).
Tussen het schip en het koor staat een houten scherm, ontworpen door Sir Rowand Anderson, met de figuren van Mozes, David, Jesaja, Jeremia, Johannes de Doper en Paulus. Nadat het dak van het schip was ingestort (vóór 1600) werd de boog die de verbinding vormde tussen het schip en het koor dichtgemetseld. Deze muur is bij de restauratiewerkzaamheden in de negentiende eeuw verwijderd.
De kapittelzaal is ingericht als monument voor de gevallenen.

### Graven

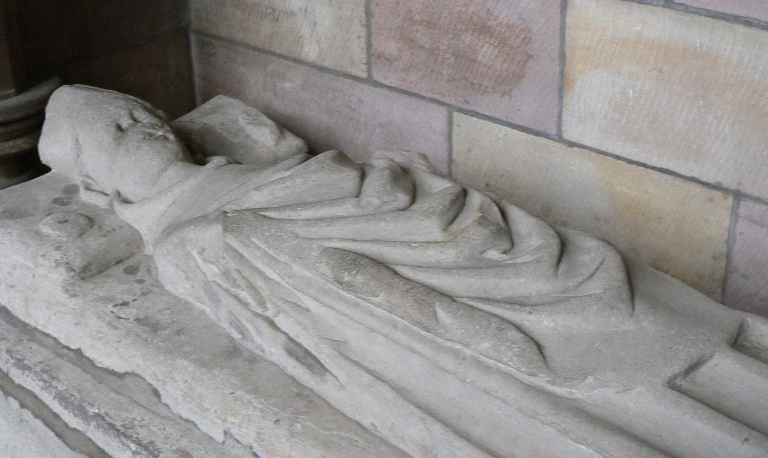
De vermoedelijke gisant van bisschop Clement, de bouwer van de kathedraal.

In de zuidoostelijke hoek van het schip ligt de gisant van bisschop Michael Ochiltree. Aan de noordzijde van het schip liggen een tweetal gisanten die hoogstwaarschijnlijk de Graaf van Strathearn en zijn vrouwe gedenken. Aan de noordzijde van het koor ligt een gisant van een bisschop, die hoogstwaarschijnlijk de gisant van bisschop Clement, de bouwer van de kathedraal is.
Drie bronzen grafplaten ter nagedachtenis van Margaret Drummond, de minnares van Jacobus IV, en haar zussen Eupheme en Sibylla liggen in het koor. Zij stierven in 1502 aan voedselvergiftiging, hoewel er complottheorieën zijn die het houden op vergiftiging. Margaret zou in het geheim gehuwd zijn met Jacobus IV en zijn vergiftigd zodat Jacobus IV kon trouwen met de Engelse Margaret Tudor in 1503. De bronzen platen werden in 1873 door de graaf van Perth geplaatst.

### Pictische steen
Een klasse II Pictische steen met een kruis erop staat in de kathedraal in de noordwestelijke hoek nabij de westdeur. De steen stamt vermoedelijk uit de negende eeuw. De steen werd in 1873 gevonden onder de vloer van het kapittelhuis.

### Gebrandschilderde ramen

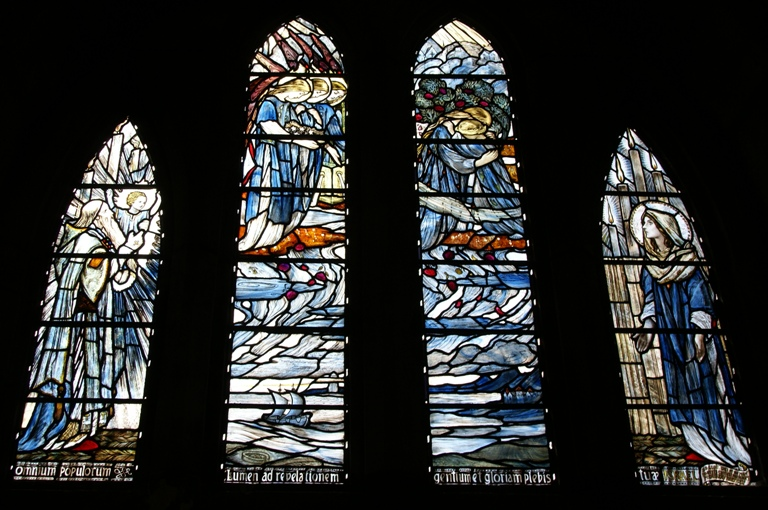
Het westelijke raam van het werk Nunc Dimittis door Louis Davis in 1917.

Dunblane Cathedral kent verschillende moderne gebrandschilderde ramen. Het raam bij het doopvont is ontworpen door Douglas Strachan in 1926 en toont de doop van Christus door Johannes de Doper.
Aan de zuidzijde van het schip bevindt zich een tweetal ramen in 1917 ontworpen door Louis Davis voorstellende de Nunc Dimittis, het loflied dat de oude Simeon zong toen hij Jezus als baby in de tempel zag. De ramen tonen aan de oostzijde het Vertrek, gesymboliseerd door een strijdwagen van vuur en door de oversteek van de Rode Zee door de Kinderen van Israël. Het westelijke raam toont de Aankomst en laat de Maagd Maria en Simeon zien, een boot die de haven binnenkomt en de ontmoeting van moeder en kind in de hemel.
Bij de ingang van de Clement Chapel bevindt zich een smal raam met een voorstelling van bisschop Clement, ontworpen door Gordon Webster uit 1964. Het westraam stamt uit 1906 en toont de Boom van Jesse, ontworpen door Clayton & Bell uit Londen. Het oostraam stamt uit 1901 en is ontworpen door Charles Earmer Kempe uit Londen. Uitgebeeld zijn onder andere een achttal profeten, Gethsemane, Jezus die het kruis draagt en de maaltijd in Emmaüs.
In de noordoostelijke hoek van het schip bevindt zich een groot raam in 1968 ontworpen door Gordon Webster, dat het mededogen van Christus uitbeeldt in twaalf taferelen.
De zuidelijke koorramen werden in 1915 geplaatst en zijn een ontwerp van Louis Davis. Zij beelden de Benedicite Omnia Opera uit, een lied uit de apocriefe aanvullingen op het boek Daniël. Aan beide uiteinden bevinden zich kleinere ramen met elk twee van de vier aartsengelen: Michaël, Gabriël, Uriël en Rafaël. Beginnend aan de westzijde toont het allegorie-raam de zon, maan, de sterren, de wolken en de vier winden; het chaos-raam toont vuur, stormen, koude en sneeuw; het aarde-raam toont dieren, gras, water en de Ark van Noach; het raam van de mensen toont Adam en Eva, Jakob en David, de drie jongemannen die het Benedicite zongen en een portret van de gezegenden die naar het hemelse Jeruzalem trekken waaronder Sint Blane, de dichter William Blake en Sint Margaret.
In de kapittelzaal zijn een drietal ramen ontworpen door Douglas Strachan en Gordon Webster, voorstellende de overwinning van Christus: Christus hangt aan het kruis met Sint Andreas knielend aan de voet ervan. Het raam aan de linkerzijde toont Sint Blane met een kruisvaarder. Het raam aan de rechterzijde toont een soldaat uit de Eerste Wereldoorlog met bisschop Maurice die bad met de Schotse troepen voor de Slag om Bannockburn.

## Beheer
Dunblane Cathedral wordt beheerd door Historic Scotland en wordt door de Church of Scotland gebruikt als parochiekerk.

## Bron
- J.F. Miller en J.C. Lusk, Dunblane Cathedral, Society of Friends of Dunblane Cathedral, 1987, derde editie 1999.